# Evippomma evippiforme
Evippomma evippiforme là một loài nhện trong họ Lycosidae.
Loài này thuộc chi Evippomma. Evippomma evippiforme được Lodovico di Caporiacco miêu tả năm 1935.